# BLUE GIANT
『BLUE GIANT』（ブルージャイアント）は、石塚真一、NUMBER8による日本の漫画。ジャズを題材とした作品で、『ビッグコミック』（小学館）にて2013年10号から2016年17号まで連載された。第1部の舞台は仙台と東京。同誌2016年18号からはヨーロッパに舞台を移した第2部『BLUE GIANT SUPREME』（ブルージャイアント シュプリーム）が2020年9号まで連載され、同誌2020年11号から2023年10号までアメリカを舞台とした第3部『BLUE GIANT EXPLORER』（ブルージャイアント エクスプローラー）を連載。同誌2023年15号からニューヨーク編である第4部『BLUE GIANT MOMENTUM』（ブルージャイアント モメンタム）が連載されている。
なお、NUMBER 8はシリーズ連載開始時からの担当編集者であったが、『SUPREME』単行本9巻から正式にstory director（脚本）として参加、のち担当編集を辞め、『MOMENTUM』からはstory（原作・脚本）となる。またアニメ映画の脚本も担当、初の小説となる『ピアノマン「BLUE GIANT」雪祈の物語』（南波永人名義）を執筆している。
マンガ大賞2016で第3位。2017年、第62回「小学館漫画賞」（一般向け部門）、第20回文化庁メディア芸術祭マンガ部門大賞受賞。2025年6月時点でシリーズ累計部数は1350万部を突破している。2023年2月に劇場アニメ映画版が公開された。
本作を執筆するにあたり、名門ジャズ・レーベル、ブルーノート・レコードの1950年代から1960年代におけるアルバムジャケットのデザインが大いに参考にされた。
最初の舞台を仙台にしたのは、石塚の担当編集者（NUMBER 8）が仙台出身であることに加え、ジャズフェスティバルなどを取材し仙台にジャズの土壌があると感じたことも理由としている。

## あらすじ

### BLUE GIANT
仙台編
宮城県仙台市に住む高校生・宮本大は真っ直ぐな性格の持ち主だが、将来何をしたいのか分からず学生生活を送っていた。ある日聴いたジャズの曲に興味を惹かれ、初めて訪れたライブハウスでジャズの演奏を目の当たりにしたことで、サックスプレーヤーを目指すことを決意。サックス購入のためにアルバイトを始める。購入費はなかなか貯まらなかったが、それを知った兄・雅之がローンでサックスを購入し大にプレゼントする。毎日学校帰りに河原でサックスを練習し続けた大は、リード購入の際に立ち寄ったことで知り合った楽器屋の店主からライブ出演の誘いを受け、小さなジャズバーの出演バンドにゲストとして参加するが、常連客から音が大きいだけでうるさいと罵声を浴びせられ、呆然としたままステージを降り帰路につく。その後も日課である練習を続けるなか、大が出演したジャズバーのマスターから音楽教室の講師：由井を紹介される。大の演奏に、いろいろ落第点をつけるも、次回から家に来いと誘われ大は快諾。教室に通うことで大の演奏はパワフルさを増し、繊細な部分も向上していった。サックスプレーヤーになるために高校卒業後は上京することを決意した大は、上京前に最初のステージで罵声を放ったジャズバーの常連客を招いて、今の自分の演奏を聴かせる。常連客はしかめ面をしながらも最後まで演奏を聴いて店を出た。
東京編
上京後、あてのない大は、進学上京していた同窓生：玉田の家に上がり込み居候を始める。家賃を払うことで玉田もしぶしぶ承諾した。都内のジャズライブハウスを回っていた大は、ピアニスト：沢辺雪祈と出会う。人を舐めきった態度は好ましくないが、ピアニストとしての腕にほれ込み、大はバンド結成を呼び掛けた。大の演奏を聴いて、何かを感じた雪祈は組むことを承諾。2人きりでの練習が続くなか、ドラマーが必要と感じメンバー募集を始める。一方、大学生活に刺激のなかった玉田は、大の演奏を聴いて何か楽器を始めようかと大に話したところ、大は玉田をドラマーにしてバンドに加入させることを思い立つ。雪祈に告げると、ドラムセットにも触れたことのない全くの素人の為、もちろん大反対。「200パーセントムリ!!」と舐められた態度であしらわれた玉田は諦めがつかず、ドラム教室に通いはじめ、自宅用に練習セットを購入し猛練習に励む。1週間後に玉田の演奏を聞いた雪祈は加入を反対するも、大が「下手だからダメ。追い出すのは簡単。それがジャズへの入り口を狭くして、誰も通さなくなる。だからジャズがダメになるんじゃねぇか？ ウマくてもヘタでも感動できればいい。」と説得。3人は「JASS（ジャス）」を結成する。玉田が加入して5か月後に初のライブが決まり、数えるほどしかいない観客の前で演奏をはじめる3人。終演後、何もできなかったと落ち込む玉田は、2人のためにバンドを抜けるべきかと吐露する。雪祈は他の2人にダメ出しをするが、玉田には「思っていたより悪くなかった」と言い、玉田は続けていく事を決心する。その後、JASSはライブ回数が増える度にファンが増えるようになってくる。ある日、客として来ていたプロギタリスト：川喜田の目にとまり、自身のライブゲストに誘われた雪祈は快諾し出演。後にツアーメンバーに誘われたが、JASSの活動を優先するため断る。徐々に手ごたえを感じ始めた雪祈は、日本最高のステージ「SO BLUE」への出演を目指す。川喜田経由で支配人の平（たいら）を紹介された雪祈は、JASSのライブを観に来ることを約束させる。そのライブは成功とも言える出来映えで、大満足の雪祈は終演後に平と出会いライブの感想を聞くものの、上手くみせる事だけに気合を入れた雪祈のプレイは「面白くない」であった。返す言葉もなく、さすがの雪祈も完膚なきまでに打ちのめされてしまう。後日、大は高校時代に思いを秘めていた女性：三輪と再会。彼女の誘いで1日デートをしたことで、大は改めて告白をしようと思っていたが、三輪は他に好きな人ができたこと、そして大のことでずっと悩んでいたことを告げ、お互い握手をして駅で別れた。そして、3人はJASSとして「SO BLUE」のステージに立つことを決意する。平は雪祈へ連絡をとり、「SO BLUE」での海外ミュージシャンの来日公演で出演不可能となったピアニストの代わりに、サポート参加を頼んだ。JASSとして上がる目標であったSO BLUEのステージに立つことに葛藤していた雪祈だったが、大と玉田が快く賛成したことで参加を快諾。雪祈はこれでもかと、自然に自分自身のプレイを完奏した。その後の平との再会から、JASSの「SO BLUE」出演をスタッフ会議で打診した。

### BLUE GIANT SUPREME
単身、ドイツ・ミュンヘンへ乗り込んだ大だったが、『アジア人のジャズは聞いたことが無い。』とジャズ・バーでの飛び込みは全て断られる。コーヒーショップで途方に暮れていると、隣で読書をしていた大学生・クリスが声をかけてくる。事情を聞いたクリスは空き部屋を提供し、ジャズ・バーへの出演交渉までしてくれた。クリスは "大（DIE）"は不吉だからと"D（ディー）"と名付けた。小さなバーでの出演が決まり、クリスは大学の友人に片っ端から声をかける。当日の観客10人全員はクリスの友人。ほぼジャズを聞かない友人たちは大の演奏に不思議と圧倒された。大はバンドメンバーを見つけるため、色々なライブハウスを回り見つけたベーシスト・ハンナ・ペーターズに声をかけるも得体のしれないアジア人の誘いもありハンナは断る。大はハンブルクに移ることをクリスに伝えミュンヘンをあとにした。

### BLUE GIANT EXPLORER
大は「NUMBER FIVE」での活動を終わらせ自動車免許を取得するため帰国、玉田と再会を果たす。次に単身アメリカへ行くことを告げると、退院した雪祈が作曲の勉強でアメリカの音楽大学に入学したことを知る。そして大はジャズの本場・東海岸ではなく、西海岸・シアトルの地に降り立った。現地で車を購入しようとするが予算が足りず全く相手にされない。ある古びた整備工場の工場長ジャック・アダムズとの出会いがきっかけで働くことになった。工場の従業員であるエディはロックギタリストを挫折した経験から、大に音楽の道は諦めなと促すが、自身が紹介したジャズバーに飛び込みで演奏した大のプレイに心を動かされる。休日に大を誘ってキャンプをしたエディは昔のメンバーとステージに立つことを話し、大をゲストプレーヤーに誘った。本番のステージで大はロックバンドとプレイし観客から賛否の歓声が飛び交う中、大のプレイは完奏した。ジャックは中古の日本車を見つけ、エディと三人で整備を行い、大が最初に告げた予算額で売った。翌日、工場内でエディとセッションを行ったのちシアトルを旅立った。

### BLUE GIANT MOMENTUM
Dai Miyamoto Momentumは新たな活動としてジャズの聖地・ニューヨークへ到着した。

## 登場人物
声の項は劇場アニメの声優。
宮本 大（みやもと だい）
声 - 山田裕貴 / 演奏シーンモーキャプ - 諸星翔希
主人公。仙台市に住む高校生。バスケットボール部に所属していたが体格と才能に限界を感じ、ジャズに魅せられ独学でテナーサックスの練習に励む。高校卒業後はプロを目指し上京。真っすぐな性格で声が大きい。一度決めると、とことん打ち込むタイプ。家族は父・兄・妹で、幼いころに母を亡くしている。作者コンビによると、名字である「宮本」は宮本武蔵のイメージが由来（糸井重里が本人たちに直接指摘したことで初めて公表された）。
宮本 雅之（みやもと まさゆき）
声 - 近藤雄介
大の兄。単身で三人の子供を育てた父親のため高校卒業とともに就職し、一人暮らしをしている。
大のためにテナーサックスを購入しプレゼントした。
宮本 彩花（みやもと あやか）
声 - 須田美玲
大の妹。天真爛漫な性格の小学5年生でダンスに夢中。雅之をおっきいお兄ちゃん、大を小さいお兄ちゃんと呼んでいる。大のおおらかな性格があまり好きではなかったが、上京を知ったあと号泣している。
大が東京から贈ってきたフルートを由井のもとで練習している。
父
大型スーパーの店長勤務。子供たちの進みたい道には協力的。
三輪 舞（みわ まい）
大の同級生。長身で、あだ名は「デカ女」。大が密かに想いを寄せており、デートに誘ったことで距離が縮まるが交際にまで発展せず卒業。
1年間音信不通だったものの、突然上京して大と再会する。お台場でデートをしたあと、地元で好きになった人がいると大に告げて仙台へ帰った。
由井（ゆい）
声 - 乃村健次
個人スタジオで音楽教室を開き、地元のCMソングなどを楽曲提供している。大の酒好きでピアノの上に空瓶が並んでいる。
 幼少期からサックスを吹き、学生時代に渡米しジャズに没頭、自分の限界を知ったことで、現在の生活となっている。大の才能を見出し、サックスを無償で教える。大が上京する際や海外行きを決めた際にも快く送り出した。
近藤 周平（こんどう しゅうへい）
大の中学時代の同級生。医者の息子でありピアノ等の音楽を趣味にしていた。中学卒業記念で大をジャズライブに誘ったことが大がジャズに目覚めるきっかけとなる。 大とは違う高校に進学しジャズピアノを始めようとしていたが、大のサックスを聞いて医師になることを決意した。
小熊
大が通う「ひろせ楽器」の店長。毎回、大がサックスのリードを買いに来る事から彼を気にかけ、雨の日の練習場所を教えた。また、大をステージに立たせたい思いから地元のジャズライブハウス「バード」へ頼み、初ライブをサポートした。
川西
大が初ライブを行ったジャズバー「バード」のマスター。大に「由井」を紹介した人物。
玉田 俊二（たまだ しゅんじ）
声 - 岡山天音
大の同窓生。夏期講習でナンパしたり、未成年で喫煙をしたりと自由気ままな性格のサッカー部員。花のキャンパスライフを送るため大学進学で上京するも、大に居候として住み込まれる。大学生活の理想と現実に違和感を覚え、サークルを辞める。大に誘われドラマーとしてバンド練習に参加するが、沢辺からは猛反対されたことで、練習用のドラムセット を購入。また、音楽教室にも通い始め、音楽に没頭し大学を休みがちになるほど打ち込み、トリオ「ジャス（THE JASS）」を組むことになる。
沢辺 雪祈（さわべ ゆきのり）
声 - 間宮祥太朗
大がライブハウス巡りで出会う人物。大と同い年で、4歳からピアノを始めたピアニスト。才能をひけらかすような態度をとったり、下手な演奏には容赦の無い批判をするが、非凡な才能を持つ。大・玉田と出会い紆余曲折を経てトリオ「ジャス（THE JASS）」を組むことになる。憧れのライブハウス「SO BLUE」のステージに立つため支配人の平と会うことになるも、横柄な態度が災いし、叱咤されてしまう。以降、自身を見つめ直しながら再び演奏に取り組むようになる。
平（たいら）
声 - 東地宏樹
ジャズライブハウスとして国内最高峰の『SO BLUE』支配人。雪祈が憧れるライブハウスでもあり、是非とも演奏を聴いて判断して欲しいと直談判するも、初対面での横柄な態度に対し性格を叱咤した。しかしまだ演奏力は不十分でありながらも「ジャス」が気になっており、雪祈を叱咤したことで若い芽を摘んでしまったのではないかと自問自答していたが、たまたまライブハウスで出会った大と話し、雪祈の近況を聞いたことで胸をなでおろした。また、海外からのジャズバンドの欠員として急遽雪祈を指名し、彼も快諾。そのプレイに魅了されたことで「ジャス」の出演を打診した。敷居が高い『SO BLUE』での無名の10代バンド「ジャス」の出演にはスタッフの間で賛否はあったものの、平が最後まで押し通し、出演を決定させた。
川喜多（かわきた）
声 - 青山穣
プロとして活動するジャズギタリスト。サポートに雪祈を起用して以来、正式なツアーメンバーとして勧誘するも断られている。その後プライベートで「ジャス」のライブを見にきた際に、ライブハウスにあるギターを借りて乱入、セッションをしたことで「ジャス」を応援するようになる。
アキコ
声 - 木下紗華
大が上京後に初めて訪れた小さなジャズバー「TAKE TWO」の店主。膨大な数のジャズレコードを所持している愛好家。楽器は置いてあるがしばらく生演奏は行われていない。その縁から営業時間以外は、ジャスの練習スタジオとして貸しており、３人の成長を見守っている。
五十貝 勝（いそがい まさる）
声 - 加藤将之
21ミュージックの社員。JASSのライブを見て可能性を感じる。
天沼 幸星 （あまぬま こうせい）
声 - 木内秀信
有名ジャズバンド「Act（アクト）」のピアニスト。評論家としてもメディアに出演し国内では有名。ジャスを自ら出演するフェスに推薦したが単に『若者のジャズバンドと言うだけでウケる』であった。
望月（もちづき）
声 - 高橋伸也
大が配っていたライブのフライヤーを無意識に受け取った会社員。大に『ライブハウスに来てくれる可能性は』を突然聞かれた際に『10％かな』と返答したが、逆に大から感謝されたことが気になりジャスの初ライブに訪れた。それまで全くジャズは聞いたことがない。
内山（うちやま）
声 - 四宮豪
ジャズライブハウス『SO BLUE』の音響担当。

### BLUE GIANT SUPREMEの登場人物
セルゲイ
ドイツへ来た大が最初に宿泊するホテルで相部屋になったウクライナ出身の青年。大のことを変わり者と思っていたが、就寝中にドイツ語を口に出しながら勉強する大を何も言わず静かに見守っていた。
クリス・ウィーバー
メガネをかけた短髪の大学生。カフェにいた大に話しかけ、自分の家のリビングで寝泊まりすることを勧める。「大」（DIE）は不吉だからと「D」（ディー）というニックネームを付ける。まだ大の演奏も聞いていないが、演奏できるライブハウスを探したり、クラスメイトを誘ったりと優してくれることに少しばかり疑問を感じた大だったが、「普通のことだよ」と返し、大は必ず成功すると最後まで信じていた。十数年後、ベルリンの研究所に研究員として勤務している。
ハンナ・ペーターズ
小柄でメガネをかけた女性。ウッドベース・プレイヤー。ミュンヘンで大が訪れたライブハウスで演奏をし、強く激しいプレイに心を奪われた大にバンドを組もうと誘われるも、得体が知れないため断る。ツアーバンドのサポートとして参加はするが、自分とメンバーとの演奏に対する熱量に差があることに葛藤し続けていた。ツアー終了後、知り合いからの連絡で大が自分を探しにハンブルクに来ていることを知り帰路へ。駅で出会ったボリスの案内から、夜にライブハウスで大の演奏を初めて聴き、大と組むことを決意する。NUMBER FIVEメンバー。
ブルーノ・カミンスキ
ベルリン在住でポーランド出身のピアニスト。共演者の演奏が気に入らないと、本番中でも水をかけたり途中で退場したりする。自分の信念は一切曲げず、気にくわないと暴言や罵倒が多く、交渉には向かないタイプ。そのため大からのスカウトにも聞く耳を持たなかったが、演奏を聞いたことでメンバーとなる。NUMBER FIVEメンバー。
ラファエル・ボヌー
ベルリン在住でフランス出身のドラム・パーカッショニスト。どのバンドにも属さずサポートやセッションを転々とこなす。高い技術を持ちながらも、他のメンバーが楽しく演奏できるようそれをひけらかす事なくプレイしている。大たちとセッションをするも、どんなバンドにも属さないという信念から誘いを断るが、自分にとっての楽しい演奏を考え、大たちと組むことを決意。ブルーノとは性格の不一致から対立が多い。NUMBER FIVEメンバー。
ボリス・リッケュ
ハンブルクの老舗楽器店MUSIC LANDの店長。初老の男性。大がハンナ探しに訪れた際は不信感を抱くも、何度か訪れるうちに彼が気がかりとなり、周囲の楽器店やライブハウスに自ら連絡を行い捜索した。大とハンナが組むことで、客がいない時だけ店の試奏室を練習スタジオとして貸した。大とハンナが2人だけでライブをする際にも評論家やレーベルなどの重鎮等を集めている。
ガブリエル・ベール
通称ガブ。ナンバーファイブのマネージャー兼ドライバー。ボリス・リッケュの甥。愛犬の名はスポック。5人目のナンバーファイブ。
アーネスト・ハーグリーブス
大が日本に帰国した際に、有力イベンターであるアーサー・ウッドからの依頼でナンバー・ファイブに助っ人として登場したサックスプレーヤー。その後、大が戻ったことでロンドンへ帰国しデビューした。
ハインドル
MNCレコード社員。大とハンナのライブをボリスから誘われて聴いた後、大たちにベルリンにブルーノとラファエルがいることを紹介した。

### BLUE GIANT EXPLORERの登場人物
アントニオ・ソト
メキシコで出会ったピアニスト。ラテン系の明るさで物事をズバズバ話す。大やゾッドとは時折言い合いになる場面が多い。Dai Miyamoto Momentumメンバー。
ゾッド
ヒューストン在住の大柄の黒人ドラマー。アントニオとは正反対で沈着冷静なタイプ。以前はニューヨークでドラムの技術を学んだものの音楽は金にならないとポーカーで生計をたて、プレイヤーとしては呼ばれたら助っ人で入る程度であった。母親と二人暮らし。Dai Miyamoto Momentumメンバー。
ジョー
マイアミ在住のベーシスト。ゾッドの紹介で出会ったが、かなりのアルコール依存症のため大とアントニオは難色を示す。ジョーは「酒を飲むなと言うな」、大は「酒でリズムを外さない、ステージを飛ばさない」と双方の条件を出しライブで合わせる。しかしその演奏力から大は「天才」と確信することになり、Dai Miyamoto Momentumメンバーとなる。

## コラボレーション
担当編集者が「ヤマハ大人の音楽レッスン」でサックスに挑戦する企画や、サックス奏者の栗原健がリットーミュージックの『サックス&ブラス・マガジン』にて、奏者の視点から本作を語る『マンガ「BLUE GIANT」を読む！』を連載している。
また、石塚が選曲したジャズのコンピレーションアルバムが、ユニバーサルミュージックから発売されている。ブルーノート・レコードとも正式にコラボし、同じくユニバーサルミュージックから発売されている（アルバムジャケットは石塚による描き下ろし）。
2020年10月30日から11月15日まで、服飾ブランド『ブルックス ブラザーズ ジャパン』とコラボレーションイベントを開催（表参道店）。「白いシャツはジャズマンの証なんで!!」という主人公・宮本の名言にフォーカスした商品の展示や、描き下ろしイラスト、原画の展示など行われた。関西での開催を望む声に応えて翌年、2021年3月24日から4月13日まで梅田阪急店にて第2弾イベントを開催した。

## その他
- 2017年6月29日に放送された『雨上がり決死隊のトーク番組アメトーーク!』（テレビ朝日系）の「本屋でマンガ大好き芸人」において、川島明（麒麟）が「最近のダントツ1位」として本作を紹介した[24]。この番組の放送後、単行本第1巻の売上が放送前の約20.8倍になったという[25]。
- 小峠英二（バイきんぐ）は、本作の影響でサックス教室に通い出したという[26]。
- ブルーノート・レコード現社長のドン・ウォズは、石塚との対談の中で「僕には日本語がまったくわからない。でも、君の本を見てジャズ・クラブの匂いが嗅げる。君もさっき言っていたよね、ジャズを知らない人が音が聴こえてくると言う、って。それは素晴らしいことだ。それこそは、君がやっていることの素晴らしさなんだ」と激励した[12]。
- 有吉弘行[27]、岡田准一[28]、吉沢亮[29]、六代目中村勘九郎[29]、ケンドーコバヤシ[30]、伊達みきお（サンドウィッチマン）[31]、などが、本作のファンであることを公言している。
- 2023年3月発表のブックライブ主催「マガデミー賞2022」では『BLUE GIANT EXPLORER』の宮本大が主演男優賞に選出された。審査員からは主に彼の「実行力」に支持を集めた[32]。
- 2024年8月31日から9月1日にかけて日本テレビ系列にて放送された『24時間テレビ47』内のチャリティーオークション「アート作品を乗せた夢の999号〜ライブペイント&オークション〜」に、主人公・宮本大をモチーフにした絵画「沸き立つ音」を出品[33][34]。220万円（税抜）で落札された。

## 書誌情報
- 石塚真一『BLUE GIANT』小学館〈ビッグコミックススペシャル〉、全10巻
  1. 2013年11月29日発売[小 1]、ISBN 978-4-09-185678-4
  2. 2014年3月28日発売[小 2]、ISBN 978-4-09-186245-7
  3. 2014年7月30日発売[小 3]、ISBN 978-4-09-186460-4
  4. 2014年12月26日発売[小 4]、ISBN 978-4-09-186828-2
  5. 2015年2月27日発売[小 5]、ISBN 978-4-09-186850-3
  6. 2015年7月30日発売[小 6]、ISBN 978-4-09-187257-9
  7. 2015年11月30日発売[小 7]、ISBN 978-4-09-187406-1
  8. 2016年3月30日発売[小 8]、ISBN 978-4-09-187585-3
  9. 2016年9月9日発売[小 9]、ISBN 978-4-09-187828-1
  10. 2017年3月10日発売[小 10]、ISBN 978-4-09-189460-1

  - BLUE GIANT LIVE SELECTION（CD付き限定版） 2020年8月28日発売、ISBN 978-4-09-943070-2
ライブシーン収録回（全16話）、描き下ろし漫画（8ページ）などを収録
- 石塚真一、NUMBER 8（story director：9巻以降）『BLUE GIANT SUPREME』小学館〈ビッグコミックススペシャル〉、全11巻
  1. 2017年3月10日発売[小 11]、ISBN 978-4-09-189467-0
  2. 2017年6月30日発売[小 12]、ISBN 978-4-09-189585-1
  3. 2017年10月30日発売[小 13]、ISBN 978-4-09-189743-5
  4. 2018年2月23日発売[小 14]、ISBN 978-4-09-189843-2
  5. 2018年6月29日発売[小 15]、ISBN 978-4-09-860022-9
  6. 2018年10月30日発売[小 16]、ISBN 978-4-09-860169-1
  7. 2019年2月28日発売[小 17]、ISBN 978-4-09-860265-0
  8. 2019年6月28日発売[小 18]、ISBN 978-4-09-860352-7
  9. 2019年10月30日発売[小 19]、ISBN 978-4-09-860499-9
  10. 2020年2月28日発売[小 20]、ISBN 978-4-09-860583-5
  11. 2020年10月30日発売[小 21]、ISBN 978-4-09-860811-9
- 石塚真一、NUMBER 8（story director）『BLUE GIANT EXPLORER』小学館〈ビッグコミックススペシャル〉、全9巻
  1. 2020年10月30日発売[小 22]、ISBN 978-4-09-860813-3
  2. 2021年2月26日発売[小 23]、ISBN 978-4-09-861003-7
  3. 2021年6月30日発売[小 24]、ISBN 978-4-09-861100-3
  4. 2021年10月29日発売[小 25]、ISBN 978-4-09-861177-5
  5. 2022年2月28日発売[小 26]、ISBN 978-4-09-861277-2
  6. 2022年6月30日発売[小 27]、ISBN 978-4-09-861369-4
  7. 2022年10月28日発売[小 28]、ISBN 978-4-09-861466-0
  8. 2023年2月10日発売[小 29]、ISBN 978-4-09-861638-1
  9. 2024年2月29日発売[小 30]、ISBN 978-4-09-862749-3
- 石塚真一、NUMBER 8（story）『BLUE GIANT MOMENTUM』小学館〈ビッグコミックススペシャル〉、既刊5巻（2025年6月30日現在）
  1. 2024年2月29日発売[小 31]、ISBN 978-4-09-862750-9
  2. 2024年6月28日発売[小 32]、ISBN 978-4-09-863013-4
  3. 2024年10月30日発売[小 33]、ISBN 978-4-09-863119-3
  4. 2025年2月28日発売[小 34]、ISBN 978-4-09-863372-2
  5. 2025年6月30日発売[小 35]、ISBN 978-4-09-863475-0
- 南波永人 『ピアノマン「BLUE GIANT」雪祈の物語』小学館、2023年2月27日発売[小 36]、ISBN 978-4-09-386676-7

## BONUS TRACK
単行本各巻の巻末には、短い描き下ろしの「BONUS TRACK」が収録されている。本編に登場した宮本大の家族や知人、大と出会った人物が、本編の数年から十数年後に、インタビューに答える形で大のことを語る、という内容になっている。それとは別に、本編と同時期の宮本大の練習風景を描いたもの（以下では※で示す）、「OMAKE of BLUE」と題して作者と担当編集者の対話や取材の模様、こぼれ話などを描いたもの（以下では★で示す）などが併せて収録されていることもある。
| 巻数                | BONUS TRACK                                                                    | TRACK 2                                           | その他                                                                             |
| BLUE GIANT          |                                                                                |                                                   |                                                                                    |
| 1                   | バーナムの飼い主 バードでのボーカル京子 ピアノの三上 宮本彩花（妹） 友人の光明 | ★作者と担当編集者の対話、仙台での取材旅行記、ほか |                                                                                    |
| 2                   | GSの店長 宮本雅之（兄）                                                        | ★定禅寺ストリートジャズフェスティバルの体験記     |                                                                                    |
| 3                   | 入江（高校の同級生） 黒木（高校の音楽教師）                                    | ★上原ひろみのライブの体験記                       |                                                                                    |
| 4                   | ライブハウスバードの店長 小野泰三（高校の同級生）                              | ★昔友人が団扇からブラシを作った話                 |                                                                                    |
| 5                   | アキコ （ジャズバーTake Two）                                                  |                                                   |                                                                                    |
| 6                   | 川喜田 （ギタリスト）                                                          | ※東京ベイエリアでの練習風景                       |                                                                                    |
| 7                   | 玉田 （JASS：ドラマー）                                                        |                                                   | ハービー・ハンコック&ウェイン・ショーター 石塚真一インタビュー                     |
| 8                   | 五十貝 （21ミュージック）                                                      | ★作者と担当編集者の対話                           |                                                                                    |
| 9                   | 平 （ライブハウス：ソーブルー）                                                |                                                   |                                                                                    |
| 10                  | 由井 （サックスの師匠）                                                        | ★作者と担当編集者の挨拶                           |                                                                                    |
| BLUE GIANT SUPREME  |                                                                                |                                                   |                                                                                    |
| 1                   | クリス                                                                         | ★作者と担当編集者の対話                           |                                                                                    |
| 2                   | ボリス （ハンブルクの楽器店主）                                                |                                                   | ※ハンブルク港での朝練                                                              |
| 3                   | ハインドル （MNCレコード）                                                     | ★ヨーロッパでの取材旅行記                         |                                                                                    |
| 4                   | ガブリエル （NUMBER FIVE:マネージャー）                                        |                                                   |                                                                                    |
| 5                   | ブルーノ・カミンスキー （NUMBER FIVE:ピアノ）                                  |                                                   |                                                                                    |
| 6                   | ラファエル・ボヌー （NUMBER FIVE:ドラム）                                      |                                                   |                                                                                    |
| 7                   | コーバスとフィリップ （ホルスト・ジャズフェスティバル）                        |                                                   |                                                                                    |
| 8                   | ハンナ・ペーターズ （NUMBER FIVE:ベース）                                      |                                                   |                                                                                    |
| 9                   | ノア・ヴァッサーマン （レコーディングエンジニア）                              |                                                   | ドン・ウォズ&石塚真一スペシャル対談」 （ウェブサイト「Mikiki」掲載のものを再構成） |
| 10                  | アーネスト・ハーグリーブス （テナーサックス奏者）                              |                                                   |                                                                                    |
| 11                  | ドイツの田舎町の橋の上で 練習中の大と出会った男の子                            | ★作者と担当編集者の挨拶                           |                                                                                    |
| BLUE GIANT EXPLORER |                                                                                |                                                   |                                                                                    |
| 1                   | エディ （シアトルの自動車整備士兼ギタリスト）                                  | ★作者と担当編集者の対話                           |                                                                                    |
| 2                   | シェリル・ハント （ポートランドのカフェ店主）                                  |                                                   |                                                                                    |
| 3                   | ジェイソン （アメリカでの大のエージェント）                                    |                                                   |                                                                                    |
| 4                   | デイブ （ロスのライブハウスTHE ORANGEの店主）                                  | ★作者と担当編集者2人の 山梨県某キャンプ場での会話 |                                                                                    |
| 5                   | ハリー・アンダーソン （大が代理でレッスンした生徒）                            | ニーラ・デクルーズ （大が代理でレッスンした生徒） |                                                                                    |
| 6                   | アクセル （大が代理でレッスンした生徒）                                        | ★作者と担当編集者のアニメ映画化に関する対話       |                                                                                    |
| 7                   | ストリートでクラリネット演奏をする女性                                         | ★アニメのライブシーン収録現場を見学               |                                                                                    |
| 8                   | Mr.ペイトン                                                                    | ★アニメの担当声優の読み合わせを見学               | ★アニメ音楽担当の上原ひろみとの 音合わせ現場を見学                                 |

## 劇場アニメ
2023年2月17日に公開。
ストーリーは上京編を中心に構成され、玉田家での居候、雪祈との出会い、バンド結成、「So Blue」出演を目指すエピソードが使用されている。クライマックスではSo Blueにて大、玉田の二人だけの演奏を終えたあと、入院中だった雪祈がバックヤードに現れ、最後はアンコールを三人で演奏するオリジナルシーンが組み込まれている。
制作に当たり、JASSの各メンバーの演奏パートは、先にプロの演奏家（サックス：馬場智章、ピアノ：上原ひろみ、ドラム：石若駿）の演奏を録音してから映像を作るという順序でおこなわれている。サックスの馬場は、「宮本大として演奏する」前提のため普段の自身とは異なるスタイルになったと述べている。
公開時にはハリウッド映画『バビロン』とコラボした予告編が公開され、同作の主演俳優・ブラッド・ピットの本人公認の吹替声優である堀内賢雄と本作の主人公・宮本大を演じた山田裕貴の両名がナレーションを務めた。

### スタッフ
- 原作 - 石塚真一[9]
- 監督 - 立川譲[9]
- 脚本 - NUMBER 8[9]
- 音楽 - 上原ひろみ[42]
- ピアノ奏者（沢辺雪祈） - 上原ひろみ[42]
- サックス奏者（宮本大） - 馬場智章[42]
- ドラム奏者（玉田俊二） - 石若駿[42]
- ピアノ調律 - 米澤裕而
- 絵コンテ - 立川譲、寺岡巌、望月智充、木村智
- ライブパートコンテ - シュウ浩嵩、木村智、寺岡巌、立川譲
- 演出 - 立川譲、シュウ浩嵩、木村智、尾形光洋、西畑佑紀
- 演出補佐 - 山本貴之、松原聡、三浦慧
- プロップデザイン - 牧孝雄、横山なつき
- イメージボード - シュウ浩嵩、木村智、梁博雅
- カラースクリプト - 潘婧
- キャラクターデザイン・総作画監督 - 高橋裕一
- アニメーションプロデューサー - 角木卓哉
- アニメーション制作 - NUT[9]
- 配給 - 東宝映像事業部[9]

### 評価
本作は第47回日本アカデミー賞で優秀アニメーション作品賞、
最優秀音楽賞を受賞した。
クランチロール・アニメアワード2024において、最優秀長編アニメ賞にノミネートされた。

### 書誌情報
1. ↑  “『BLUE GIANT 1』”. 小学館コミック.   小学館. 2019年2月28日閲覧。
2. ↑  “『BLUE GIANT 2』”. 小学館コミック.   小学館. 2019年2月28日閲覧。
3. ↑  “『BLUE GIANT 3』”. 小学館コミック.   小学館. 2019年2月28日閲覧。
4. ↑  “『BLUE GIANT 4』”. 小学館コミック.   小学館. 2019年2月28日閲覧。
5. ↑  “『BLUE GIANT 5』”. 小学館コミック.   小学館. 2019年2月28日閲覧。
6. ↑  “『BLUE GIANT 6』”. 小学館コミック.   小学館. 2019年2月28日閲覧。
7. ↑  “『BLUE GIANT 7』”. 小学館コミック.   小学館. 2019年2月28日閲覧。
8. ↑  “『BLUE GIANT 8』”. 小学館コミック.   小学館. 2019年2月28日閲覧。
9. ↑  “『BLUE GIANT 9』”. 小学館コミック.   小学館. 2019年2月28日閲覧。
10. ↑  “『BLUE GIANT 10』”. 小学館コミック.   小学館. 2019年2月28日閲覧。
11. ↑  “『BLUE GIANT SUPREME 1』”. 小学館コミック.   小学館. 2019年2月28日閲覧。
12. ↑  “『BLUE GIANT SUPREME 2』”. 小学館コミック.   小学館. 2019年2月28日閲覧。
13. ↑  “『BLUE GIANT SUPREME 3』”. 小学館コミック.   小学館. 2019年2月28日閲覧。
14. ↑  “『BLUE GIANT SUPREME 4』”. 小学館コミック.   小学館. 2019年2月28日閲覧。
15. ↑  “『BLUE GIANT SUPREME 5』”. 小学館コミック.   小学館. 2019年2月28日閲覧。
16. ↑  “『BLUE GIANT SUPREME 6』”. 小学館コミック.   小学館. 2019年2月28日閲覧。
17. ↑  “『BLUE GIANT SUPREME 7』”. 小学館コミック.   小学館. 2019年2月28日閲覧。
18. ↑  “『BLUE GIANT SUPREME 8』”. 小学館コミック.   小学館. 2019年6月28日閲覧。
19. ↑  “『BLUE GIANT SUPREME 9』”. 小学館コミック.   小学館. 2019年10月30日閲覧。
20. ↑  “『BLUE GIANT SUPREME 10』”. 小学館コミック.   小学館. 2020年2月28日閲覧。
21. ↑  “『BLUE GIANT SUPREME 11』”. 小学館コミック.   小学館. 2020年10月30日閲覧。
22. ↑  “『BLUE GIANT EXPLORER 1』”. 小学館コミック.   小学館. 2020年10月30日閲覧。
23. ↑  “『BLUE GIANT EXPLORER 2』”. 小学館コミック.   小学館. 2021年2月26日閲覧。
24. ↑  “『BLUE GIANT EXPLORER 3』”. 小学館コミック.   小学館. 2021年6月30日閲覧。
25. ↑  “『BLUE GIANT EXPLORER 4』”. 小学館コミック.   小学館. 2021年10月29日閲覧。
26. ↑  “『BLUE GIANT EXPLORER 5』”. 小学館コミック.   小学館. 2022年2月28日閲覧。
27. ↑  “『BLUE GIANT EXPLORER 6』”. 小学館コミック.   小学館. 2022年6月30日閲覧。
28. ↑  “『BLUE GIANT EXPLORER 7』”. 小学館コミック.   小学館. 2022年10月28日閲覧。
29. ↑  “『BLUE GIANT EXPLORER 8』”. 小学館コミック.   小学館. 2023年2月10日閲覧。
30. ↑  “『BLUE GIANT EXPLORER 9』”. 小学館コミック.   小学館. 2024年2月29日閲覧。
31. ↑  “『BLUE GIANT MOMENTUM 1』”. 小学館コミック.   小学館. 2024年2月29日閲覧。
32. ↑  “『BLUE GIANT MOMENTUM 2』”. 小学館コミック.   小学館. 2024年6月28日閲覧。
33. ↑  “『BLUE GIANT MOMENTUM 3』”. 小学館コミック.   小学館. 2024年10月30日閲覧。
34. ↑  “『BLUE GIANT MOMENTUM 4』”. 小学館コミック.   小学館. 2025年2月28日閲覧。
35. ↑  “『BLUE GIANT MOMENTUM 5』”. 小学館コミック.   小学館. 2025年6月30日閲覧。
36. ↑  “『ピアノマン「BLUE GIANT」雪祈の物語』”.   小学館. 2023年2月27日閲覧。